# ガストン・ルブリ
ガストン・ルブリ（Gaston Rebry、1905年1月29日 - 1953年7月3日）は、ベルギー、ロレヘム＝カペル出身の元自転車競技（ロードレース）選手。

## 来歴
1926年
- パリ〜ナント 優勝
- リヨン〜ベルフォール 優勝

1928年
- ツール・ド・フランス 総合12位、区間1勝(第3)

1929年
- ツール・ド・フランス 総合10位、区間1勝(第14)

1931年
- パリ〜ルーベ 優勝
- ツール・ド・フランス 総合4位、区間1勝(第23)

1932年
- ツール・ド・フランス 総合20位、区間1勝(第19)

1933年
- ツール・ド・フランス 総合14位

1934年
- パリ〜ルーベ 優勝
- パリ〜ニース 総合優勝
- ロンド・ファン・フラーンデレン 優勝

1935年
- パリ〜ルーベ 優勝

1936年
- パリ〜ルーベ 3位